# Raorchestes dubois
Raorchestes dubois là một loài ếch trong họ Rhacophoridae. Chúng được tìm thấy ở Kodaikanal in Dindigul District in the state of Tamil Nadu in Ấn Độ.
Its habitats include roadside vegetation and gardens.

## Name
The species is named in honour of Alain Dubois, a French herpetologist.